# Air Tractor AT-502
L'Air Tractor AT-502 è un aereo agricolo monomotore turboelica ad ala bassa sviluppato dall'azienda aeronautica statunitense Air Tractor Inc. nei tardi anni ottanta.

## Tecnica

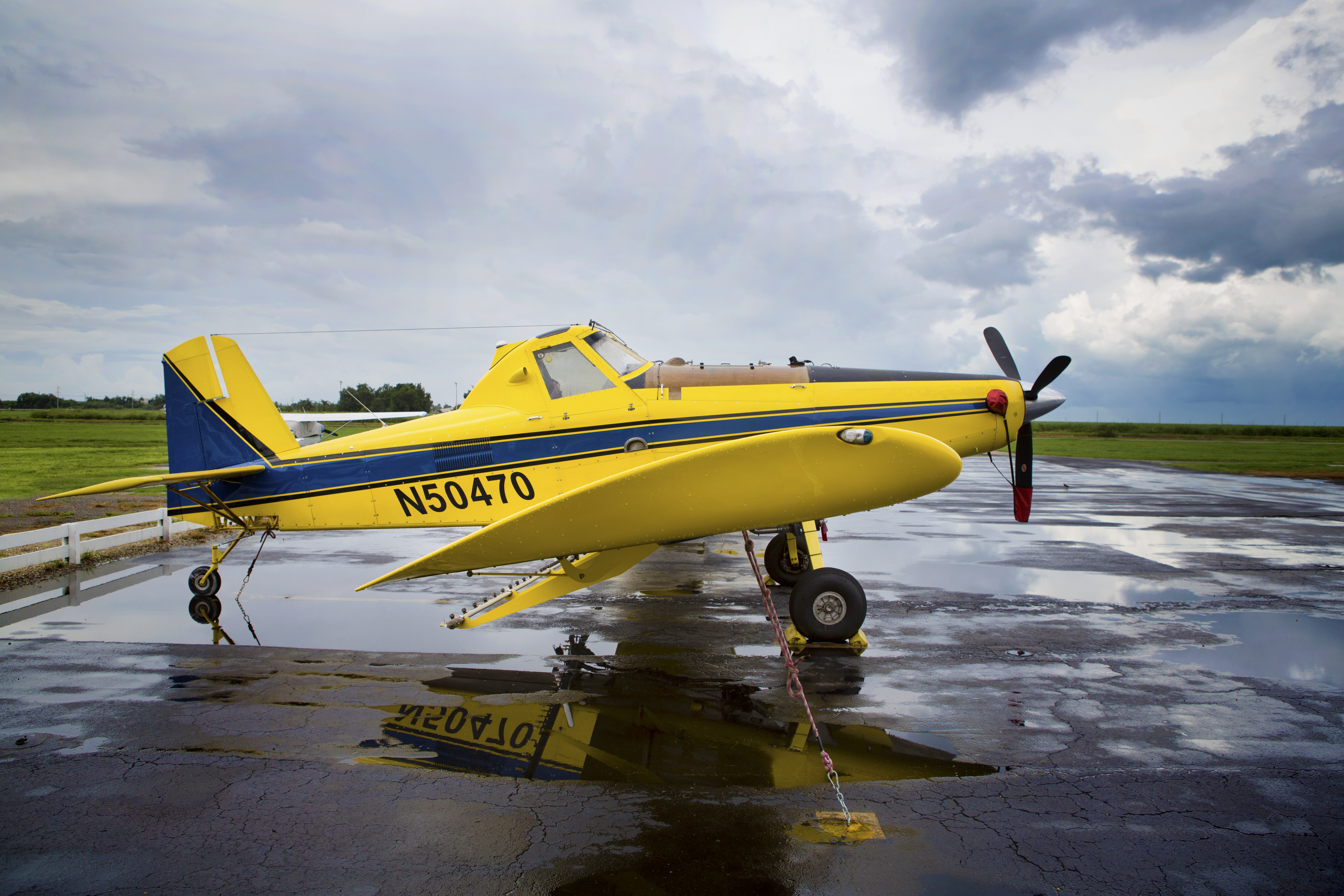
La vista laterale di un AT-502B mette in evidenza la cabina di pilotaggio rialzata.

Il AT-502 è un velivolo di costruzione interamente metallica dall'impostazione, per il ruolo al quale è destinato, classica: monomotore in configurazione traente, monoplano ad ala bassa, monoposto.
La fusoliera, realizzata con una struttura in tubi d'acciaio saldati ricoperta da pannelli metallici, è caratterizzata da una cabina di pilotaggio monoposto rialzata per favorire la visibilità, ed integra davanti alla postazione  del pilota il serbatoio delle sostanze chimiche in modo da favorire il bilanciamento del velivolo. Posteriormente termina in un impennaggio classico monoderiva dotato di piani orizzontali a sbalzo.
La configurazione alare è monoplana; l'ala ha pianta rettangolare ed posizionata bassa, a sbalzo, rispetto alla fusoliera.
Il carrello d'atterraggio è del tipo biciclo classico fisso ed ammortizzato, con le gambe di forza anteriori posizionate sotto l'ala ed integrato posteriormente da un ruotino d'appoggio, anch'esso ammortizzato, posizionato sotto la coda.
La propulsione è affidata ad un motore turboelica, un Pratt & Whitney Canada PT6 in grado di erogare, in base alla versione, dai 750 ai 1 100 shp (559-820 kW), collocato all'apice anteriore della fusoliera, protetto da una cofanatura metallica ed abbinato ad un'elica traente tripala.

## Versioni
AT-502

AT-502A
equipaggiato con un motore turboelica PT6A-45AG da 1 100 shp (820 kW).
AT-502B
equipaggiato con un motore turboelica PT6A-34AG da 750 shp (559 kW).